# 黎宜民
黎 宜民（れい ぎみん、ベトナム語: Lê Nghi Dân）は、後黎朝大越の第4代皇帝（在位：1459年 - 1460年）。またの名は黎 琮（れい そう、ベトナム語: Lê Tông）。廟号・諡号はなく、『大越史記全書』では歴代の皇帝の伝記である本紀に伝は立てられていない。
その治世はわずかな期間であったが、六部の設置など、後継の聖宗期に引き継がれた政策も多い。

## 生涯
太宗の長男。生後皇太子に立てられたが、生母の楊氏賁が傲慢な態度を取ったため、太宗の怒りを買って楊氏賁は廃されて庶民とされ、黎宜民も諒山王に降封された（真相は、楊氏賁が紅河デルタ出身で、タインホア出身の開国功臣と繋がっていなかったためと考えられる）。成人すると、皇太子の位を剥奪されて帝位を継ぐことができなかったことに不満を抱き、延寧6年（1459年）に兵を発して異母弟の仁宗黎邦基およびその母の宣慈太后阮氏英を殺して、自ら皇帝として立った。即位すると天興（天与（與）とも）と改元した。
即位から8カ月間に讒言を信じて旧臣を殺戮し、人々の怨みを買った。大臣の阮熾・丁列（丁璉の末裔）らは黎宜民を捕らえて殺し、厲徳侯に落として、その弟の平原王黎思誠を帝位に就けた（聖宗）。

## 関連作品
映画
- ソード・オブ・アサシン（2012年、ベトナム）